# Susan Kare
Susan Kare, född 1954, är en konstnär och grafisk designer som skapade många av elementen i det grafiska gränssnittet som var en del av Apples Macintoshdatorer under 1980-talet. Hon var även en av de första anställda på NeXT (företaget som Steve Jobs startade efter att han lämnade Apple 1985), där hon arbetade som Creative Director.

## Bakgrund
Kare föddes i Ithaca, New York och är syster till raketforskaren Jordin Kare.
Hon tog examen från Harriton High School 1971 och hon fick sin filosofie kandidatexamen från Mount Holyoke College 1975 för att därefter avsluta sina studier vid New York University i 1978 där hon doktorerade vid en filosofisk fakultet. Då hon var färdig med sina studier så flyttade hon till San Francisco där hon arbetade på ett museum.

## Apple Computer Inc.
Kare började arbeta på Apple efter att hon fått ett samtal från sin gamla klasskompis Andy Hertzfeld. Mellan 1982 och 1985 var hennes titel på företaget Creative Director.
Hon designade många av de typsnitt, ikoner och de ursprungliga marknadsföringsmaterialet för det första Macintosh operativsystemet. Faktum är att ättlingar till hennes banbrytande arbete kan fortfarande ses i mycket av dagens datorgrafik, verktyg och tillbehör, till exempel ikoner såsom lassoverktyget och färghinken. Hon anses vara en tidig pionjär inom pixelkonst, hennes mest kända verk från hennes tid hos Apple är typsnitten Chicago samt Genève men också figurer såsom Clarus the Dogcow, Happy Mac (den leende dator som välkomnade Mac-användare när de startade sina maskiner i 18 år, fram till Mac OS X 10,2 då den ersattes med en grå Apple logo), och symbolen på kommandotangenten på Apples tangentbord.

## Efter Apple
Efter att hon lämnade Apple började hon arbeta på NeXT återigen som Creative Director. Hon lyckades därefter som en frilansande grafisk formgivare för stora företag såsom Microsoft och IBM. Hennes uppdrag för Microsoft inkluderade bland annat en kortlek till patiensspelet som följde med Windows 3.0, samt ett antal ikoner och diverse designelement för det grafiska gränssnittet. Många av hennes ikoner, som till exempel för Notepad och olika kontrollpaneler, förblev i stort sett oförändrade fram till Windows XP.
Kare är i dagsläget anställd av Chumby Industries och arbetar med att skapa Chumby.